# 薩卡加維亞1美元硬幣
萨卡加维亚一美元硬币（英語：Sacagawea dollar）又名金色一美元硬币（golden dollar），是美国铸币局从2000年开始每年都有生产的一种一美元硬币。但由于硬币不受公众欢迎，在商品流通中的需求也不高，铸币局在2002至2008年间及2012年后出产的这种硬币都没有进入市场流通，只面向收藏家发行。硬币呈亮金色，材质为纯铜核心外包覆黄铜，正面图案由格伦娜·古达克设计，2000至2008年间发行的版本背面由托马斯·罗杰斯设计，主体图案是雄鹰展翅。从2009年开始，萨卡加维亚一美元硬币的背面设计每年都不一样，但均是以美洲原住民文化的不同方面为主题。
萨卡加维亚一美元硬币起初是用来取代苏珊·安东尼银元，两种硬币在自动售货机及公共运输系统中都很实用，但流通率不高。国会最初的提议是用自由女神像作为设计主题，但最终决定改用刘易斯与克拉克远征中的休休尼族向导萨卡加维亚。
美国铸币局通过一系列平面、广播和电视广告大力宣传推广新版一美元硬币，为此还同沃尔玛和脆谷乐合作。但事实证明，萨卡加维亚一美元硬币并不受公众欢迎，产量仅投产次年就大幅下挫。硬币每年都有出产，并从2007年开始和美国总统一美元硬币一起发行。由于之前生产的硬币已有大量库存，萨卡加维亚一美元硬币2012年的产量同投产第一年相比已缩水九成以上，美国总统一美元硬币也有类似情况。
铸币局曾使用22黄金打造萨卡加维亚一美元硬币，但在铸币授权遭质疑后马上中止，已经生产的由铸币局保留。此外，萨卡加维亚一美元硬币投产后不久就出现错版，其背面设计准确无误，但正面错铸成了美国50州25美分纪念币的正面图案。

## 背景
20世纪70年代，由于艾森豪威尔银元的流通程度有限，政府决定缩小一美元硬币的尺寸，希望能令硬币对公众而言更加实用。1978年9月26日，联邦国会通过法案授权发行尺寸更小的一美元硬币，硬币正面刻有美国知名妇女参政论者苏珊·安东尼。但是，这种新币同样不得民心，这很大程度上是因为其尺寸和材质都类似25美分硬币，容易混淆。自那以后，美国商品市场流通中很少再使用硬币，大部分都只能堆放在美国铸币局及全美各地的联邦储备金库，银元于1981年后停产。

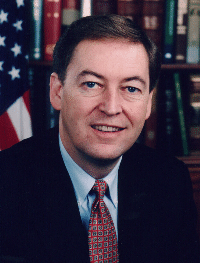
明尼苏达州联邦参议员罗德·格拉姆斯在参议院递交发行新版本一美元硬币的法案

小尺寸硬币虽然发行之初不受待见，但在自动售货机（包括全美各地邮局中的9000多台邮票售卖机）和大众运输系统交易中却非常普遍，财政部的小硬币库存因此逐渐枯竭。从1997年开始，国会先后出现多道法案，要求恢复小尺寸一美元硬币生产，满足市场需求。同年3月20日，亚利桑那州共和党联邦众议员吉姆·科尔贝（Jim Kolbe）递交法案，要求生产更多的一美元硬币。四个月后，众议院国内和国际货币政策小组委员会委员、特拉华州共和党联邦众议员迈克尔·卡斯特（Michael Castle）于7月24日递交法案，建议以自由女神像作为新币的设计主题。10月21日，明尼苏达州共和党联邦参议员罗德·格拉姆斯（Rod Grams）在参议院递交法案，同样建议生产采用新版设计的一美元硬币。最终国会通过的新版一美元硬币设计和生产授权法案就是以格拉姆斯的提案为基础。10月21日，众议院国内和国际货币、贸易和技术政策金融服务小组委员会还召开听证会，财政部在会上正式表态支持发行新版一美元硬币，建议新币采用金色外观和独特的边缘设计，以便同25美分硬币区分。当时担任铸币局局长的菲利普·迪尔（Philip N. Diehl）在听证会上估计，新币还需30个月才能投产。
联邦参议院于1997年11月9日通过相关法案，联邦众议院也于该月13日跟进。12月1日，比尔·克林顿总统签署《美国50州25美分纪念币计划法案》，法案以105-124号公法之名生效。法案第四节题为《1997年美国一美元硬币法案》（United States $1 Coin Act of 1997），授权发行新版一美元硬币，要求“一美元硬币呈金色，有独特的边缘，无论视觉还是触觉上都要确保其面额容易辨别”。法案同时授权财政部长先行恢复苏珊·安东尼银元生产，直至新版一美元投产为止。最终铸币局一共生产了超过4100万枚刻有年份1999的苏珊·安东尼银元。

## 设计史

### 敲定主题

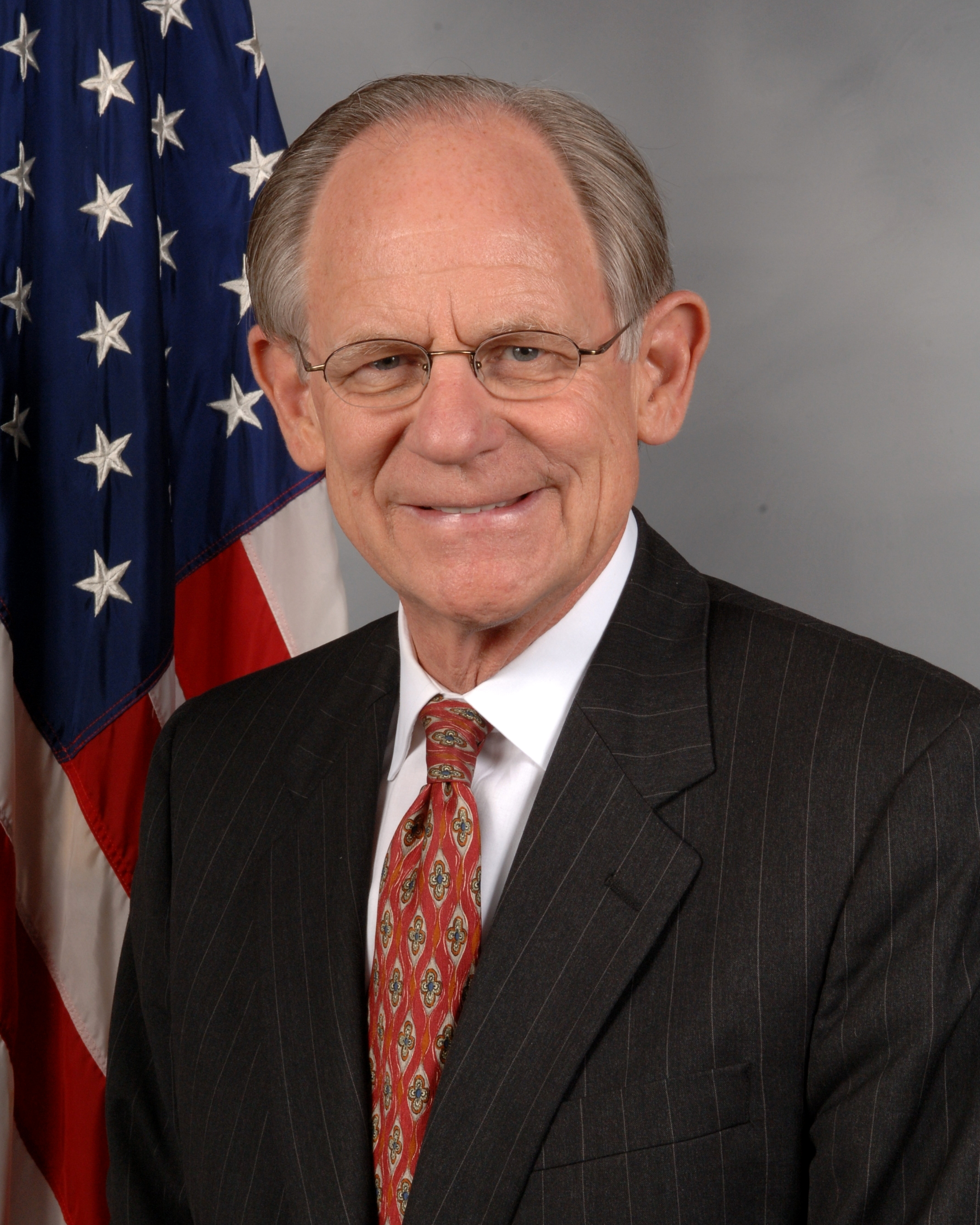
特拉华州联邦众议员迈克尔·卡斯特希望以更有知名度的自由女神像作为新版一美元硬币的设计主题

《1997年美国一美元硬币法案》中虽然要求变更硬币的材质和边缘设计，但并没有明确规定硬币的设计主题。财政部长罗伯特·鲁宾为此建立由九名委员组成的一美元硬币设计咨询委员会，身为财政部长，鲁宾拥有最终敲定设计方案的权力，他要求硬币上需刻有一或多名女性形象，并且不能是在世人物。委员会主席由菲利普·迪尔出任，但他并不像另外九名委员那样有权表决设计方案。
1998年6月，委员会成员在费城会晤，了解公众递交的17种设计理念，还检阅过更多通过电话、信件或电子邮件发来的建议。1998年6月9日，委员会建议以刘易斯与克拉克远征期间的休休尼族向导萨卡加维亚作为新币设计主题。虽然委员会已选定萨卡加维亚，但迈克尔·卡斯特还是继续倡导之前在法案中的提议，要求以自由女神像为主题。卡斯特在致众议院的信中表示，制作新硬币的目标应该是通过流行的设计和突出的特点来实现鼓励公众大量使用的目标，正是本着这一思路，他决定反对以萨卡加维亚为设计主题。1998年11月18至22日，总审计局代表卡斯特开展民意调查，希望选出公众眼里更为理想的设计主题。最终，接受调查的民众有65%选择自由女神像，27%觉得萨卡加维亚更合适，2%认为两者均可，3%两个都看不上眼，另有3%觉得无所谓。但是，卡斯特的反对最终没有起作用，成为硬币设计主题的仍然是萨卡加维亚。

### 初步筛选设计方案
政府向23名艺术家发出邀请，同时附上设计主题，请他们按照要求递交设计方案。硬币正面需有萨卡加维亚的形象，背面则是象征和平和自由的展翅雄鹰。艺术家们还需“保持真实的文化感观”，“力图避免将戴有美洲原住民头饰的人物面孔刻画成欧洲古典主义风格”。1998年11到12月，美国铸币局邀请美洲原住民族群代表、教育工作者、钱币学家、历史学家、国会议员和政府官员审阅艺术家递交的设计方案。经过初步筛选，共有六种正面和七种背面设计脱颖而出，等待进一步筛选。
铸币局面向重点族群开展一系列民意调查，共收到约九万封涉及设计方案选择的电子邮件，选中三种正面和四种背面设计参加最终决选。面对收到的大量反馈意见，迪尔称互联网“让我们得以开展规模空前的公共推广计划，听取大众对这些设计方案的意见。”入围的七份设计稿转交美国美术委员会审核，该委员会选中的正面设计是雕塑家格伦娜·古达克（Glenna Goodacre）的作品，描绘萨卡加维亚背负襁褓中的幼子让·巴蒂斯特·夏博诺（Jean Baptiste Charbonneau）。由于没有萨卡加维亚的画像可供参考，古达克在设计期间请来休休尼族女性作为模特儿，希望能表现出原住民女性的人物特点。入选的背面方案由铸币局雕刻师兼雕塑家托马斯·罗杰斯（Thomas D. Rogers）设计，主体内容是雄鹰展翅。

### 以美洲原住民文化为主题重新设计

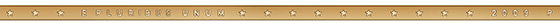
2009年后硬币边缘的铭文

2007年9月20日，美国总统乔治·沃克·布什签署人称《美洲原住民一美元硬币法案》的第110–82号公法。法案中特别规定，一美元硬币至少应该包括描述“美国历史和发展过程中印第安部落及个人重要贡献的影像。”法案还要求去掉硬币正面的年份和背面的铭文（意为“合众为一”），将其位置调整到硬币边缘。
法案要求从2009年开始直至2016年止，萨卡加维亚一美元硬币的背面设计每年都需更换。美国参议院印第安事务委员会官员同美洲原住民核心小组、美国印第安人国会成员共同商讨，来选定新版本的背面设计，并任命联络员进驻美国铸币局。经过与美国印第安人国家博物馆和史密森尼学会的探讨，委员会选出12到15项主题内容。此时，众咨询机构以书面形式向铸币局传达针对主题的意见，这些意见接下来又是转达推荐主题的公民铸币咨询委员会。检视各方意见和建议后，公民铸币咨询委员会最终敲定设计主题，铸币局再按新主题给出设计方案。方案完成后，铸币局会再度咨询美国印第安人国家博物馆及前述多个咨询机构的意见，并将方案送交公民铸币咨询委员会审批。最后，铸币局综合各方意见和建议，选出最终方案交财政部长定夺。
首枚以美洲原住民文化为背面设计主题的萨卡加维亚一美元硬币于2009年投产，背面图案的设计者是铸币局雕塑家兼雕刻师诺曼·内梅特（Norman E. Nemeth），设计主题是流传甚广的农业三姐妹，图案是一名美洲原住民女性正在种有玉米、大豆和南瓜的田地中播种，旨在纪念美洲原住民当年驯化这三种作物，对世界粮食生产作出的贡献。硬币下方有“$1”（“一美元”）字样，上方和两侧则是铭文（“美利坚合众国”）。
2010年版的硬币背面由托马斯·克利夫兰（Thomas Cleveland）设计，刻有一条海华沙织带围住五支石质箭头的箭，代表组成易洛魁联盟的五个印第安人部落及传奇领袖人物海华沙。其上方有“$1”和字样，下方是铭文（意为“和平与力量之联盟”）和（意为“和平至大”）。图案的设计主题是“伟大的和平之树”。
2011年版萨卡加维亚一美元硬币背面刻的是万帕诺亚格人酋长马萨索伊特和普利茅斯殖民地总督约翰·卡弗（John Carver）各执仪式烟杆的一头，硬币上方是“$1”和字样，下方是铭文（意为“1621年万帕诺亚格人条约”），意指抵达北美的欧洲移民政府首次同原住民部落正式签署和平同盟协议。图案由理查德·马斯特斯（Richard Masters）设计，再经铸币局雕塑家兼雕刻师约瑟夫·门纳（Joseph Menna）刻制模具。
2012年，萨卡加维亚一美元硬币的背面设计再度变更，设计主题是“17世纪的贸易路线”，主体图案是男性美洲原住民和一匹马的侧身像，背景中还可以看到三匹马正在奔跑，意指欧洲移民带到新大陆的马匹令印第安人的生活发生巨大变化。硬币左上角边缘是字样，“$1”则位于左下方，图案由托马斯·克利夫兰设计，菲比·亨普希尔刻制模具。
2013年版萨卡加维亚一美元硬币的背面旨在纪念1778年签订的特拉华条约，这也是联邦政府同印第安人部落签署的第一份正式条约。设计图案中刻有火鸡、啸狼和乌龟，三种动物都是雷纳佩族的象征。设计方案由苏珊·甘布尔（Susan Gamble）操刀，模具同样是菲比·亨普希尔所刻。
2014年版的设计图案主体是一对美洲原住民夫妇，其中朝前的女子手中端有一盘食品，其中有鱼、玉米、块根作物和葫芦，她的丈夫站在身后，手执仪式烟杆，面朝硬币左侧。硬币左上角的背景是威廉·克拉克的指南针，正指向（指，西北方向），“$1”位于硬币右侧，则从左下角开始沿边缘延伸至正上方，设计图案旨在纪念印第安人在美国西部开拓期间提供的帮助和馈赠。
萨卡加维亚一美元硬币2015年版的背面设计主题是莫霍克族钢铁工人。根据美国铸币局的说法，纽约市许多摩天大楼的建设都有莫霍克族钢铁工人的贡献，他们以实际行动向世人证明，印第安人一样可以融入现代社会，头插羽毛、手持利器的形象早已成为历史。图案上方刻有和“$1”，下方则有（意为“莫霍克族钢铁工人”）字样，由罗纳德·桑德斯设计，菲比·亨普希尔雕刻模具。
2016年版萨卡加维亚一美元硬币的背面设计主体是代表第一次世界大战的布洛迪钢盔和代表第二次世界大战的M1钢盔，两顶钢盔背面各有一根羽毛组成型，“象征胜利、团结和（那瓦霍印第安人）密码翻译员的重要作用”。根据2014年8月29日美国铸币局的新闻稿，这一设计旨在纪念两次世界大战期间以部落语言为美军提供天然密码的那瓦霍印第安人所做贡献。图案由托马斯·罗杰斯设计，模具则由雷纳塔·戈登所刻，上面同样有铭文和“$1”，帽子两边分别有（意指“第一次世界大战”）和（指“第二次世界大战”）字样，最下方还有（“密码翻译员”）。

## 生产和发行
古达克在为硬币正面制作的设计方案入选后六次到访费城铸币局雕刻部，希望能顺利完成模具刻制。罗杰斯的背面设计在硬币投产前也经过修改，原有设计还有山峦风景作为飞鹰的背景，铸币局在鲁宾最终批准方案前去掉了这部分图案，还调整过其它多种设计元素的位置。新币采用的材质为纯铜核心外包裹黄铜，其中黄铜中含铜77%，锌12%，锰7%，镍4%。这样的材质组合令硬币呈现亮金色，并且电磁特性也同苏珊·安东尼硬元采用的白铜完全相同。首枚正式版本的萨卡加维亚一美元硬币于1999年11月18日面世，铸币局当时还为此举办仪式活动，邀请多方宾客出席并亲自试铸几枚硬币。根据国会授权法案，新版硬币需在2000年投产和发行，此时尚处1999年，所以仪式上试铸的硬币不能发行，否则是违法行为。铸币局把这些样币保存下来，之后又送给在仪式上试铸这些硬币的贵宾。试铸仪式过后不久，铸币局开始全面投产。
古达克因正面设计方案入选而获得5000美元佣金，她要求政府就用新出产的硬币来支付这笔钱。用于支付古达克酬劳的硬币是采用经过特别打磨处理的空白坯片，所以外观特别光亮。迪尔及其他多名铸币局官员于2000年4月5日亲自把这些硬币送到古达克手上。铸币局之后还用类似的抛光工艺生产过7万5000枚2000-版萨卡加维亚一美元硬币，作为千禧年硬币和货币套装发售。新币进入市场流通后很快就失去光泽，铸币局为此于2001年4月开始尝试通过漂洗工艺防止硬币失泽，但却只在这年采用过漂洗工艺。

### 营销
授权发行萨卡加维亚一美元硬币的法案中还授权财政部长采取必要手段，“促使商业机构、公共交通部门，以及联邦、州及地区政府机构使用这些硬币。”铸币局的第一波广告宣传包括约1600份电视、广播和平面广告，并同美国零售连锁企业沃尔玛和通用磨坊合作，总计耗资约4100万美元。硬币的电视广告由男演员迈克尔·基顿配音，主要内容为乔治·华盛顿向观众介绍新版一美元硬币的优点。
铸币局从2000年1月开始向全美各地的沃尔玛和山姆会员商店运送萨卡加维亚一美元硬币，希望硬币能尽快进入市场流通。最终送到这些商店推广的新版一美元硬币共有一亿枚。这种做法引来争议，部分店主指责铸币局同沃尔玛等大商家合作，对规模不及的零售商有欠公平。迪尔对此回应称，全美所有的零售和商业机构都可以推广这种硬币。铸币局同沃尔玛达成的协议旨在鼓励全国所有零售商和企业在日常交易中使用金色一美元硬币。
与此同时，铸币局还开始同通用磨坊合作，在共计1000万盒脆谷乐谷物食品中各加入一枚2000年版林肯一美分硬币作为奖品，另外每2000盒中还有一枚萨卡加维亚一美元硬币，每4400盒会有一份凭证，可以换取100枚萨卡加维亚一美元硬币。之后人们发现，每2000盒中包括的一枚萨卡加维亚一美元硬币实际上是更早时候打造的样品，同正式发行的版本相比背面飞鹰尾巴上的羽毛数量不同。所有脆谷乐中包含的新版一美元硬币数量约为5500枚。

### 金质版本

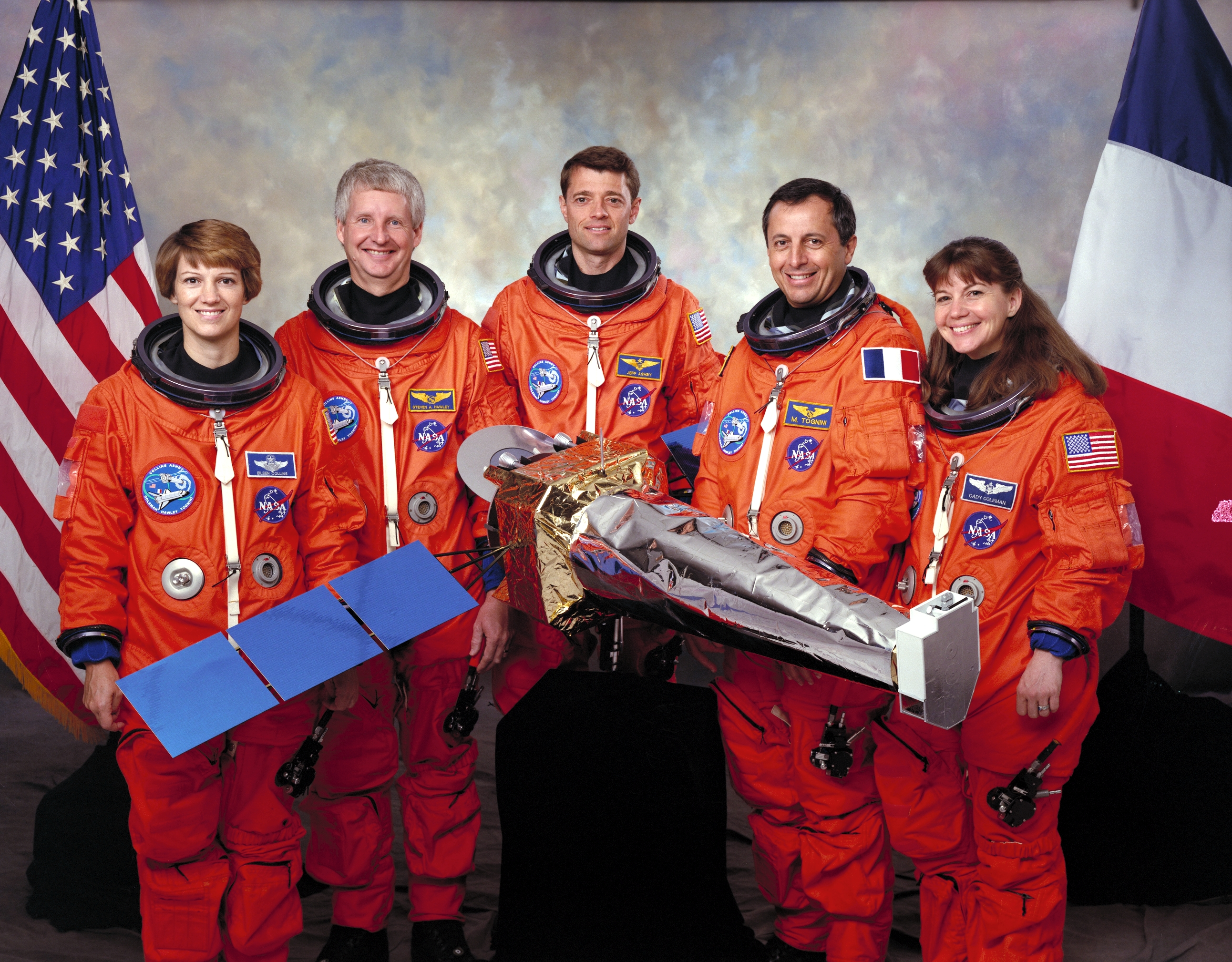
共有12枚金质萨卡加维亚一美元硬币跟随执行STS-93任务的机组人员搭乘哥伦比亚号航天飞机飞入太空

1999年，美国铸币局用纯度91.67%（22）的黄金铸造出多枚萨卡加维亚一美元硬币。最初生产的多枚还将面值更改成五美元，以便公众将其与普遍版本的一美元硬币区分。铸币局原计划向收藏家出售这些黄金打造的硬币，但到了3月20日，由于多位国会议员质疑铸币局是否有权变动法案授权的材质组成来生产硬币，原有计划至此中止。根据原有设想，金质版本只会向钱币学界销售，不属于常规发行币，所以铸币局即便是在自认有权生产时也没有全面投产。西点铸币局之后还生产过类似的金质硬币，但将面额改回一美元，并附有代表该局的铸币标记。西点铸币局共出产39枚金质萨卡加维亚一美元硬币，但只有12枚品质合格，另外27枚最终销毁。据前铸币局局长埃德·莫伊（Ed Moy）表示，这些金质一美元硬币是用来“纪念1999年7月哥伦比亚号航天飞机的历史性飞行”，全部12枚都经1999年7月的任务登上哥伦比亚号飞入太空。航天飞机返回地面后，这12枚金币被送进诺克斯堡的仓库保存至2007年，再送往威斯康星州的密尔沃基，在世界钱币博览会的美国钱币协会展位上展出。博览会结束后，12枚金币又送回诺克斯堡，铸币局还计划将其租借给全美各地的各类博物馆展出。

### 错体硬币
2000年5月，阿肯色州山家某银行售出的一卷筒萨卡加维亚一美元硬币中出现一枚错体硬币，其背面虽然还是正确的飞鹰图案，但正面却错用了美国50州25美分纪念币中一种以乔治·华盛顿为主题的正面设计。这枚硬币没有刻年份，但带有代表费城铸币局的铸币标记，之后人们又发现并确认有十枚存在。据铸币局官员估计，这些硬币是在2000年4月底到5月初出产。错体币使用的坯片材质是铜芯加黄铜包层，和一美元硬币相同，而非用于制作50州25美分纪念币的白铜包层。
错体硬币面世后，费城铸币局发现并扣下一个盛有数以千计错体硬币的箱柜，官员下令将里面盛放的硬币全部熔毁。已经外流的硬币最终追溯到费城附近一家硬币包装厂，该厂雇员接到指示，发现错体硬币后需立即报告上交，最终送回铸币局。
联邦政府随后对事件展开调查，调查结论称这些错体硬币的出产纯属意外，但有两名铸币局前雇员因蓄意出售这类硬币被判刑并处罚金。2002年，铸币局官员宣布当时已确认存在的十枚错体硬币中有两枚是通过合法渠道进入市场流通，另外八枚来历不明，可能会被没收。不过，联邦政府一直没有没收这八枚来历不明的错体硬币。
2000至2003年间，已知存在的全部十一枚错体硬币已有八枚被墨西哥某收藏家买走，其中包括在阿肯色州发现的第一枚，单枚最高成交价达7万5000美元。另外三枚错体硬币中一枚由最初发现它的密苏里州收藏家保留，另一枚被匿名收藏家买走，还有一枚直到2011年才为公众所知，之前的持有人在收藏约十年后于2011年将之转卖给芝加哥某交易商。所有错体硬币的最高成交价达到20万美元。经确认，全部十一枚错体硬币存在三种不同的上下模具组合。

## 反响

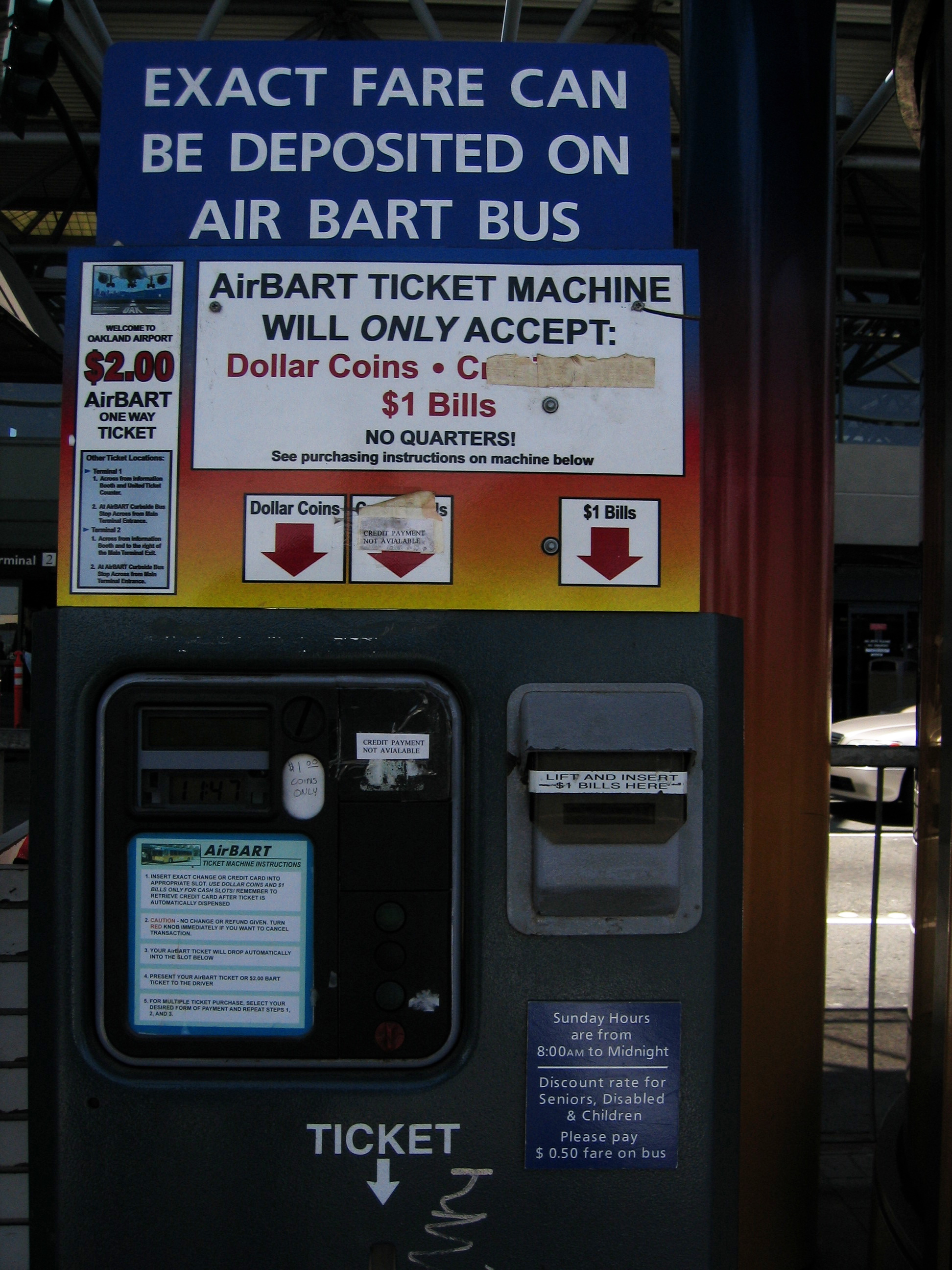
这台AirBART售票机只接受一美元硬币或纸币

美国各州的联邦参议员对萨卡加维亚一美元硬币评价褒贬不一。德克萨斯州共和党联邦参议员菲尔·格拉姆（Phil Gramm）曾于2000年接受美联社专栏作家苏珊娜·甘博亚（Suzanne Gamboa）采访时称美国的货币“糟糕透顶”。格拉姆之前在参议院表决《美国50州25美分纪念币计划法案》时投下赞成票，他称赞萨卡加维亚一美元硬币的设计图案比当时生产的其他硬币更加美观。但是，他对铸币局推广硬币的手段不以为然，称要是换成宾夕法尼亚州的私营机构富兰克林铸币局，肯定会“受欺骗性广告罪名起诉”。在他看来，铸币局为满足自动售货机产业的要求而非普通消费者的需求来发行新币，这完全就是重蹈当年发行苏珊·安东尼银元时的覆辙。另一位德克萨斯州共和党联邦参议员凯·贝利·哈奇森（Kay Bailey Hutchison）认为萨卡加维亚一美元硬币的设计欠佳，其份量相对于当时流通的其它硬币而言也不合适。在她看来，新版一美元硬币的重量不足，导致人们难以将其与面额更小的硬币区分开来，她还觉得新版一美元同当时流通的其它多种硬币“看起来就像游戏币”。俄亥俄州共和党联邦参议员麦克·德文和北达科他州民主党联邦参议员拜伦·多根（Byron Dorgan）则对硬币的设计图案和亮眼的金色称颂有加。
事实证明，萨卡加维亚一美元硬币在日常商品交易中不受待见，铸币局的产量仅第二年就下降九成之多。2002至2008年，铸币局只面向收藏家生产和销售萨卡加维亚一美元硬币。2009年美洲原住民文化系列主题硬币面世后，联邦储备银行根本就没有订购这些硬币。同年12月，联邦储备局发现政府金库中库存的一美元金币（包括美国总统一美元硬币）已有8亿5700万枚之多，估计足以满足之后12年的市场需求。
虽然萨卡加维亚一美元硬币在美国本土不受待见，但在同样使用美元的萨尔瓦多和厄瓜多尔却颇为流行。

## 产量
| 年份 | 费城铸币局产量 | 丹佛铸币局产量 | 旧金山铸币局产量 |
| ---- | -------------- | -------------- | ---------------- |
| 2000 | 767,140,000    | 518,916,000    | 4,047,904        |
| 2001 | 62,468,000     | 70,939,500     | 3,183,740        |
| 2002 | 3,865,610      | 3,732,000      | 3,211,995        |
| 2003 | 3,080,000      | 3,080,000      | 3,298,439        |
| 2004 | 2,660,000      | 2,660,000      | 2,965,422        |
| 2005 | 2,520,000      | 2,520,000      | 3,344,679        |
| 2006 | 4,900,000      | 2,800,000      | 3,054,436        |
| 2007 | 3,640,000      | 3,920,000      | 2,259,847        |
| 2008 | 1,820,000      | 1,820,000      | 1,998,108        |
| 2009 | 37,380,000     | 33,880,000     | 2,179,867        |
| 2010 | 32,060,000     | 48,720,000     | 1,689,216        |
| 2011 | 29,400,000     | 48,160,000     | 1,673,010        |
| 2012 | 2,800,000      | 3,080,000      | 1,189,445        |
| 2013 | 1,820,000      | 1,820,000      | 802,460          |
| 2014 | 3,080,000      | 2,800,000      | 665,100          |
| 2015 | 2,080,000      | 2,240,000      |                  |